# Liu Pi (Dinastia Han)
En aquest nom xinès, el cognom és Liu.
Liu Pi (mort el 201 EC) va ser un bandit rebel dels Turbants Grocs durant el període de la tardana Dinastia Han Oriental de la història xinesa. Tot i això mai va participar en la Rebel·lió dels Turbants Grocs del 184 EC.

## Biografia
Després del declivi de la Rebel·lió dels Turbants Grocs, els homes de Liu Pi es van aliar amb Yuan Shu i Sun Jian a principis de la dècada del 190. El seu grup va prosperar en les regions de Yingchuan (穎川) i Runan, i cap a mitjans dels 190 van ser comptats en desenes de milers. En el 196, el senyor de la guerra Cao Cao va fer campanyes expeditives contra les forces restants dels Turbants Grocs; en les batalles que van seguir, un company de Liu Pi, Huang Shao (黄邵), és mort i Liu es rendeix juntament amb els altres líders.
Quan al nord Yuan Shao declarà la guerra a Cao Cao en el 200, Liu Pi es va revoltar contra Cao Cao i saquejà Xuchang. Yuan va enviar-hi a Liu Bei per donar suport a Liu Pi, però les forces combinades van ser derrotades pel general de Cao Cao, Cao Ren; Liu Bei va fugir de tornada a Yuan Shao i Liu Pi va ser mort.
El primer volum dels Registres dels Tres Regnes conté relats conflictius sobre la mort de Liu Pi: en un passatge inicial s'indica que Liu Pi va morir amb Huang Shao durant la campanya d'escombrat de bandits de Cao Cao en el 196, mentre que un passatge posterior en el mateix volum s'afirma que ell es va revoltar en el 200 i va ser mort per Cao Ren. Rafe de Crespigny va assenyalar que si bé era possible que el grup sota Liu Pi encara mantingués el seu nom després de la seva mort, és més probable que el primer relat de la mort de Liu Pi siga prematur.

## En la ficció
En la novel·la històrica del Romanç dels Tres Regnes de Luo Guanzhong, Liu Pi s'alià amb Gong Du després de la caiguda dels Turbants Grocs i hostilitzà les regions de Yingchuan i Runan. Ells van repel·lir Cao Hong i més tard es van coordinar amb Yuan Shao en contra de Cao Cao. Posteriorment, ell demanà l'ajuda de Liu Bei i el va lliurar Runan com a base d'operacions. Va morir en la batalla mentre defenia a Liu Bei del general de Cao Cao, Gao Lan.